# Гришин, Борис Андреевич
Бори́с Андре́евич Гри́шин (1907, Хэйлунцзян — 1985, Владивосток) — советский капитан дальнего плавания, Герой Социалистического Труда (1960).

## Биография
Родился 25 октября 1907 года в Маньчжурии, на станции Китайско-Восточной железной дороги Хэндаохэцзы (провинция Хэйлунцзян Империи Цин). Выпускник судоводительского факультета Владивостокского морского техникума (1928—1931). В 1931 году работал помощником капитана на судах Дальневосточного государственного морского пароходства (ДВГМП). В 1931—1935 годах служил в Военно-Морских Силах РККА. С 1935 года — второй и старший помощник капитана на судах Дальстроя НКВД СССР.
Участник Великой Отечественной войны. В июле 1942 года был назначен капитаном на пароход «Выборг», переданный СССР по ленд-лизу. Судно под его командованием принимало самое активное участие в перевозке грузов и спасательных операциях.
В декабре 1942 года «Выборг» снял с мели у берегов Аляски ледокол «Давыдов», несколько позднее взял на буксир пароход «Одесса», подорвавшийся на мине у восточного берега Камчатки. В 1943—1944 годах участвовал в спасении экипажей теплоходов «Красный Октябрь» и «Тымлат».
В 1947—1951 годах работал капитаном-наставником в Морской инспекции ДВГМП. С августа 1951 года он снова встал на капитанский мостик — под его командованием работали суда «Родина», «Владивосток», «Пётр Чайковский», «Норильск». На теплоходе «Александр Можайский» Гришин участвовал в 1952 году в спасении северокурильцев, пострадавших от цунами. В 1953 году вступил в КПСС.
С 1958 по 1962 год — капитан пассажирского парохода «Александр Можайский», работавшего на линии Владивосток — Петропавловск-Камчатский.
Указом Президиума Верховного Совета СССР от 3 августа 1960 года за выдающиеся успехи, достигнутые в деле развития морского транспорта, капитану теплохода «Александр Можайский» Б. А. Гришину присвоено звание Героя Социалистического Труда с вручением ордена Ленина и золотой медали «Серп и Молот».
С 1962 по 1974 год, уже в звании Героя Социалистического Труда, Борис Андреевич Гришин был капитаном крупнейшего океанского лайнера СССР — теплохода «Советский Союз». Экипаж неоднократно побеждал в соревновании экипажей судов пароходства.
В августе 1974 года вышел на заслуженный отдых. Проживал во Владивостоке. Умер 20 октября 1985 года на 78-м году жизни. Похоронен на Морском кладбище Владивостока.

## Награды
- золотая медаль «Серп и Молот» (1960)
- орден Ленина (1960)
- орден Отечественной войны II степени (1985)
- орден Красной Звезды
- медали СССР.